# Provin Mountain
Provin Mountain est une montagne située dans la vallée du Connecticut, au Massachusetts (États-Unis), et faisant partie de Metacomet Ridge. Le sommet s'élève à 180 mètres d'altitude en son point le plus élevé.

## Géographie

### Topographie
Provin Mountain s'élève abruptement entre 60 et 140 mètres au-dessus de la vallée du Connecticut et de la rivière Westfield. Elle s'étend sur 8 kilomètres de long pour 800 mètres en son point le plus large, bien que le relief rende la distance au sol plus importante. Elle est composée de plusieurs séries de crêtes dont la plus haute culmine à 183 mètres d'altitude. Elle se situe sur le territoire des villes de Westfield, West Springfield, Agawam et Southwick, immédiatement au nord de la limite avec le Connecticut. Elle se prolonge au nord par la East Mountain et au sud par West Suffield Mountain.

### Hydrographie
Les eaux du versant méridional de la montagne s'écoulent directement dans le fleuve Connecticut alors que les autres versants appartiennent au bassin de la Westfield, affluent de ce dernier.
La montagne abrite plusieurs réservoirs souterrains qui augmentent la capacité d'approvisionnement de la municipalité de Springfield.

### Géologie
Provin Mountain, comme la plus grande partie de Metacomet Ridge, est composée de basalte, une roche volcanique. Elle s'est formée à la fin du Trias lors de la séparation de la Laurasia et du Gondwana, puis de l'Amérique du Nord et de l'Eurasie. La lave émise au niveau du rift s'est solidifiée en créant une structure en mille-feuille sur une centaine de mètres d'épaisseur. Les failles et les séismes ont permis le soulèvement de cette structure géologique caractérisée par de longues crêtes et falaises.

### Écosystème
La combinaison des crêtes chaudes et sèches, des ravines froides et humides et des éboulis basaltiques est responsable d'une grande variété de microclimats et d'écosystèmes abritant de nombreuses espèces inhabituelles pour la région. Provin Mount est un important corridor migratoire saisonnier pour les rapaces.

## Activités

### Tourisme
Les activités sportives et récréatives pratiquées sur Provin Mountain sont la randonnée pédestre, le vélo tout-terrain, le ski de fond, la chasse et la raquette à neige. Malgré son altitude modeste, ses crêtes dégagées offrent un remarquable panorama sur les paysages ruraux à l'ouest et sur les constructions urbaines, notamment de Springfield à l'est.

### Menaces et protections environnementales
Les principales menaces et pollutions visuelles qui pèsent sur Provin Mountain sont l'étalement périurbain et le creusement de carrières. Bien que la partie septentrionale de la montagne soit protégée au sein du Robinson State Park, la majorité des parcelles sont privées. Les municipalités et les commissions pour la protection environnementale possèdent quelques terrains.
En 2000, Provin Mountain a fait l'objet d'une étude du National Park Service en vue d'être intégrée dans un nouveau National Scenic Trail, le New England National Scenic Trail, qui aurait inclus le Metacomet-Monadnock Trail au Massachusetts d'une part, les Mattabesett Trail et Metacomet Trail au Connecticut d'autre part.

### Agriculture
Une importante ferme agricole, Brown’s Provin Mountain Farm, est située à Feeding Hills. Elle cultive des fruits et légumes, notamment des pommes sur les coteaux de Provin Mountain.

### Télécommunications
Plusieurs antennes de télécommunication occupent le sommet de Provin Mountain. L'une d'elles transmet notamment la chaîne WWLP.